# Missione 3D - Game Over (colonna sonora)
Music from the Motion Picture Spy Kids 3-D: Game Over è la colonna sonora dell'omonimo film ed è stata composta da Robert Rodriguez.
È la prima colonna sonora per la quale detiene da solo i diritti.
Rodriguez ha partecipato anche all'incisione, suonando la chitarra, il basso, la tastiera e le percussioni.

## Tracce
Tutte le tracce sono state composte da Robert Rodriguez ed eseguite dalla Texas Philharmonic Orchestra, diretta da George Oldziey e da Rodriguez stesso.
1. Game Over (Cover, interpretata da Alexa Vega)
2. Thumb Thumbs
3. Pogoland
4. Robot Arena
5. Metal Battle
6. Toy Maker
7. Mega Racer
8. Programmerz
9. Bonus Life
10. Cyber Staff Battle
11. Tinker Toys
12. Lava Monster Rock
13. The Real Guy
14. Orbit
15. Welcome to the Game
16. Heart Drive (interpretata da Bobby Edner e Alexa Vega)
17. Video Girl
18. Isle of Dreams (Cortez Mix)

Le tracce 17-18 sono state prodotte da Dave Curtin per la DeepMix.
È anche stata registrata, sebbene non sia presente nel film,
1. Superstar Incisa da Lindsay Lohan